# Рік Оуенс
Річард Сатуріно Оуенс (англ. Richard Saturnino Owens) (відомий як Рік Оуенс; нар. 18 листопада 1962) — американський дизайнер одягу з Портервілля, Каліфорнія.

## Біографія
Рік Оуенс виріс у Портервіллі, Каліфорнія. Його батьки — Джон (помер 2015 році) та Консепсьон «Конні» Оуенси. Його мексиканка. Оуенс виріс у консервативній католицькій родині. Після закінчення середньої школи, він переїхав до Лос-Анджелеса, щоб навчатися в Отіс Коледжі Мистецтва та Дизайну. Крім цього він відвідував курси з шиття та драпірування в Торгівельно-технічному коледжі Лос-Анджелеса. Це привело його до роботи в швейній промисловості, зокрема, він займався розробкою копій дизайнерського одягу. У 80-х рр. Оуенс познайомився з французькою дизайнеркою Мішель Лемі, яка на той час була добре відомою на лос-анджелеській світській спільноті та мала власний бренд спортивного одягу «Lamy». У 2006 році вони одружилися. 